# Екзопланета
Екзопланета или извънслънчева планета е планета, която се намира извън Слънчевата система (т.е. в орбита около друга звезда, а не Слънцето). Към 9 май 2025 г. е потвърдено откритието на 5963 извънслънчеви планети, в 4472 планетни системи, в това число 981 планетни системи с повече от една планета (вижте списъка на звезди с извънслънчеви планети). Има 18 000 кандидати, от които 297 в обитаемата зона. От тях потенциално обитаемите планети са общо 42, като 13 от тях са с размери подобни на тези на Земята, а 29 са от клас „Свръхземя“. Разликата между потенциално обитаемите планети и останалият брой планети в обитаемата зона на звездите, които обикалят, се състои от 255 планети с размери на газови гиганти.
Всички известни екзопланети са членове на планетни системи в орбита около някоя звезда. Освен това съществуват и свободно реещи се обекти с планетна маса („планети скитници“, т.е. такива които не обикалят около звезда). Подобни обекти обаче не отговарят на работната дефиниция на „планета“, използвана от Международния астрономически съюз, така че няма да бъдат разглеждани в тази статия. В Млечния път вероятно има милиарди такива. За повече информация вижте междузвездна планета.
Извънслънчевите планети стават обект на научния интерес през средата на XIX век. По онова време астрономите като цяло подозират съществуването им, но не е известно колко често се срещат и доколко си приличат с планетите от Слънчевата система. Първите потвърдени открития са направени през 1990-те; от 2002 насам, всяка година са откривани над 20 планети. Днес се смята, че поне една десета от слънцеподобните звезди имат планети и че истинската честота на срещане може да е много по-висока. Откриването на извънслънчеви планети повдига и въпроса дали някои от тях не могат да поддържат извънземен живот.
Повечето екзопланети са открити по косвен път – чрез взаимодействието им със звездите, около които обикалят. Малко екзопланети са наблюдавани директно. Първата такава е 2M1207b, която е наблюдавана с Големия телескоп на Европейската южна обсерватория на връх Паранал в Чили.

## История на откриването
Твърдения за откриването на извънслънчеви планети са правени повече от век. Някои от най-ранните включват звездата 70 Змиеносец. През 1855 година, капитан У. С. Джейкъб докладва от мадраската обсерватория на Британската източноиндийска компания, че аномалии в орбитата правят „изключително вероятно“ наличието на „планетарно тяло“ в тази система. През 1890-те Томас Дж. Дж. Лий от Чикагския университет обявява, че аномалиите в орбитата доказват съществуването на тъмно тяло в системата на 70 Змиеносец с 36-годишен орбитален период около една от звездите в системата. Скоро обаче Робърт Рей Мултън публикува изследване, доказващо че система от три тела с такива орбитални параметри би била изключително нестабилна. През 1950-те и 1960-те Петер ван ден Камп от Суартморския колеж прави друга бележита поредица от твърдения, този път за планети в орбита около звездата на Барнард. Днес астрономите като цяло считат всички ранни твърдения за открити екзопланети за погрешни.
Първото публикувано откритие, получило впоследствие потвърждение, е направено през 1988 година от канадските астрономи Брус Кемпбъл, Г. А. Х. Уокър и С. Янг. Наблюденията им навеждат на мисълта, че около зведата Гама Цефей обикаля планета.
Първата значителна стъпка в областта на новите изследвания за екзопланетите е направена през 1992, от Волсчшан и Фрайл. Те публикуват резултатите от своята работа за съществуването на планети пулсари около PSR B1257+12 в списание „Природа“ („Nature“). Волсчшан е направил необичайното откритие за милисекунден пулсар още през 1992 г. Това е първата доказана екзопланета, която има за орбита пулсар и все още се счита, че е това е изключително необичайно.
През 2021 г. българският астроном Трифон Трифонов открива екзопланетата Gliese 486b.
Според ново изследване за всяка звезда в Млечния път се падат по 1,6 планети, следователно броят им е поне 160 000 000 000.

## Класификация
Екзопланетите могат да се разделят на няколко групи.

### Пулсарска планета
Това са планети, които се намират в орбита около пулсар или неутронна звезда. Тези планети се откриват чрез засичане на аномалии в честотата на пулсара.

#### Потвърдени планети
MJ – масата на Юпитер, ME – масата на Земята.
| Пулсар       | Планета       | Маса      |
| ------------ | ------------- | --------- |
| PSR B1620-26 | PSR B1620-26c | 2.5 MJ    |
| PSR 1257+12  | PSR 1257+12 A | 0.020 ME  |
| PSR 1257+12  | PSR 1257+12 B | 4.3 ME    |
| PSR 1257+12  | PSR 1257+12 C | 3.90 ME   |
| PSR 1257+12  | PSR 1257+12 D | 0.0004 ME |

#### Съмнителни планети
| Пулсар       | Планета        | Маса   |
| ------------ | -------------- | ------ |
| Geminga      | Geminga b      | 1.7 ME |
| PSR B0329+54 | PSR B0329+54 A | 0.3 ME |
| PSR B0329+54 | PSR B0329+54 B | 2.2 ME |
| PSR B1828-10 | PSR B1828-10 A | 3 ME   |
| PSR B1828-10 | PSR B1828-10 B | 12 ME  |
| PSR B1828-10 | PSR B1828-10 C | 8 ME   |

### Свръхземя
Планетите от този тип имат маса, поне два пъти по-голяма от тази на Земята, но по-малка от тази на Уран и са с твърда повърхност. Открити са няколко такива планети, най-известната е Gliese 876 d. Има съмнения, че още няколко други планети спадат към този клас като Mu Arae d.

### Горещ Юпитер
Това са планети с маса, близка или равна на тази на Юпитер, но за разлика от него, те се намират на не повече от 0,05 АЕ от своята звезда (около 1/8 разстоянието между Слънцето и Меркурий).

### Елиптичен Юпитер
Тези планети са с маса, близка до тази на Юпитер и имат елиптична орбита. Проучванията показват, че 7% от всички звезди имат такива планети, което ги прави по-често срещани от планетите от тип горещ Юпитер.

### Горещ Нептун
Горещ Нептун е вид гигантска планета с маса, подобна на тази на Уран или Нептун, в орбита близо до своята звезда. Обикновено по-малко от 1 AU.

### Безядрена планета
Планета без ядро.

### Желязна планета
Желязната планета е вид планета, която се състои основно от богато на желязо ядро с малка или никаква мантия. Меркурий е най-голямото небесно тяло от този тип в Слънчевата система (останалите планети от земен тип са силикатни планети), но могат да съществуват по-големи богати на желязо екзопланети.
- Меркурий

### Въглеродна планета
Въглеродна планета е теоретичен тип планета, която съдържа повече въглерод от кислород.

### Океанска планета
Цялата или по-голямата част е покрита с океан.
Странното при тези планети е, че въобще нямат нормално дъно, а то е съставено от сух лед (на латински sicca glacies) или по-точно от твърдото агрегатно състояние на въглеродния диоксид.

### Земеподобна планета
Една от най-подобните на Земята планети – Кеплер-425b – е забелязана от космическата обсерватория на НАСА „Кеплер“ през юли 2015 г. Екзопланетата се намира на 1400 светлинни години от Слънчевата система в съзвездието Лебед. Тя обикаля около звезда с размери и температура почти като нашето Слънце. Една година на Кеплер-425b трае 385 дни, което означава, че разстоянието до нейната звезда вероятно е почти колкото от Земята до Слънцето.